# Ronald S. Kass
Ronald Stanley „Ron“ Kass, gebürtig Ronald Stanley Kashinoff, (* 30. März 1935 in Philadelphia, Vereinigte Staaten; † 17. Oktober 1986 in Los Angeles) war ein US-amerikanischer Schallplattenmanager, Musikproduzent, Fernseh- und Filmproduzent.

## Leben und Wirken
Geboren als Ronald Stanley Kashinoff in Philadelphia, änderte seine Familie den russischen Namen der leichteren Aussprache wegen in Kass, als man nach Kalifornien zog. Kass besuchte in Los Angeles die Fairfax High School, wo er in einer Band, die sich später Tijuana Brass nannte, mitspielte. An der UCLA machte Ronald Kass einen Abschluss in Buchhaltung. Noch in den 1950er Jahren begann er seinen Karriereweg als Musikmanager. Zunächst war Ron Kass bei Liberty Records angestellt und diente sich in der Folgezeit bis zum Präsidenten dieser Plattenfirma hoch. 1968/69, kurz nach deren Gründung, stand Kass der britischen Plattenfirma der Band The Beatles, Apple Records, vor, bis ihn sein Nachfolger Allen Klein aus dem finanziell angeschlagenen Konzern herausdrängte. Im Oktober 1972 regte Kass Paul McCartney dazu an, den Song Live and Let Die zum gleichnamigen James-Bond-Film zu schreiben.
Mit Beginn des neuen Jahrzehnts, den 1970er Jahren, wechselte Ronald S. Kass in die Kino- und Fernsehbranche und begann Filme zu produzieren. Dabei handelte es sich überwiegend um Unterhaltungsproduktionen, gelegentlich aber auch um Dokumentationen. Eine dieser Arbeiten, die von Kass 1974 coproduzierte Kurzdokumentation Naked Yoga, brachte Kass und seinem Kollegen Mervyn Lloyd die Nominierung für einen Oscar ein. Zu diesem Zeitpunkt war der bereits einmal verehelichte Kass mit der britischen Film- und Fernsehschauspielerin Joan Collins verheiratet, mit der er seit 1972 die gemeinsame Tochter Katyana hatte. Ein weiteres Produkt dieser Beziehung war der 1977 hergestellte Softsexfilm Die Stute mit Collins in der Hauptrolle. Mit Beginn der 1980er Jahre stellte Kass die Filmproduktion wieder ein. Er litt nunmehr sowohl an zunehmender Heroinabhängigkeit als auch an Krebs. An dieser Krankheit starb Kass, seit 1983 von Collins geschieden, 1986, gerade erst 51 Jahre alt. Kass‘ in Schweden geborener Vater überlebte ihn um vier Jahre, seine Mutter, die 102 wurde, um 28 Jahre.

## Filmografie
- 1971: Melody
- 1971: Der Rattenfänger von Hameln (The Pied Piper)
- 1973: Die Optimisten (The Optimists of Nine Elms)
- 1974: Bird on a Wire
- 1974: Fallen Angels
- 1974: Naked Yoga
- 1975: Tattletales (Serie, Auftritt)
- 1977: Die Stute (The Stud)
- 1979: Lady Diamond (The Bitch)